# Bite Me
Bite Me är Nilla Nielsens första singelskiva, utgiven den 1 september 2003. Bite Me är en lite mer rockig låt än de flesta andra av Nilla Nielsen. 

## Låtlista
1. Bite Me - (Nilla Nielsen)
2. I Don't Know How to Fall in Love Anymore - (Nilla Nielsen)

## Band
- Nilla Nielsen - Sång & gitarr

## Musikvideo
Bite Me är även Nilla Nielsens första musikvideo

## Fotnoter
1. ↑  ”Artikel om Bite me” Arkiverad 8 maj 2014 hämtat från the Wayback Machine., Some things are classic, some things are just old, 4/3 2011